# Joerg Sommermeyer
Joerg Sommermeyer es un musicólogo, crítico, editor y guitarrista alemán, nacido 1947 en Brackenheim / Heilbronn.

## Trayectoria
Sommermeyer desde muy temprana edad cultiva la flauta, el piano, el chelo y la guitarra de jazz. Las grabaciones discográficas de Andrés Segovia lo impulsan a estudiar guitarra clásica, en la que se inicia a partir de los quince años como autodidacta. Posteriormente estudia teoría en Friburgo de Brisgovia, entre otras disciplinas, y prosigue la formación en guitarra  con Anton Stingl. En la misma ciudad enseña música entre 1965 y 1968. A finales de la década de los sesenta se da a conocer como concertista, a la vez que estudia musicología y germanística. Se tituló también en jurisprudencia.
Sommermeyer es experto en literatura para guitarra y laúd y autor de artículos publicados en revistas especializadas. Entre sus iniciativas se cuenta la de haber sido uno de los fundadores del Internationale Gitarristische Vereinigung Freiburg e.V., del que fue su primer presidente. Fue fundador también de la editorial de música Orlando Syrg Verlag (1983) e igualmente fundador, editor y jefe de redacción de la revista trimestral Nova Giulianiad (Freiburger Saitenblaetter fuer die Gitarre und Laute), a través de la cual ofrece información del panorama de la guitarra a nivel internacional.

## Publicaciones
Publicó su antinovela Anton unbekannt, Pat[(h) o/a] physischer Antiroman, Tragigroteskenfragment en diciembre de 2008.

## Discografía
Discos publicados por el artista:

### Total overdrive
2003, Orlando Syrg
- Berlin Autumn (Sommermeyer)
- The Total Overdrive (Sommermeyer)
- Abschied (Sommermeyer)
- Saint James Infirmary (Traditional, arr. Sommermeyer)
- Escape In The Land Of Mordor or Frodo And The Orks (Sommermeyer)
- More Funk In Spain (Sommermeyer)
- The Streets Of Laredo (Traditional, arr. Sommermeyer)
- Like A Motherless Child (Trad., arr. Sommermeyer)
- Stay A While (Sommermeyer)
- Go To Hell (Sommermeyer)

### Those rocks & lieders
2004, Orlando Syrg
- Sunday Evening (Sommermeyer)
- Blue (Sommermeyer)
- In Meinem Kopf Zuhaus (Sommermeyer)
- La Luna de Janis (Sommermeyer)
- Immer Wieder (Sommermeyer)
- Tranquilicense (Sommermeyer)
- Schicke Kleinigkeiten (Sommermeyer)
- Cadaques (Sommermeyer)
- Bleib Ein Bisschen Länger (Sommermeyer)
- Greensleeves (Traditional, arr. Sommermeyer)
- Weiss Nicht (Sommermeyer)
- One Of Those Days (Sommermeyer)
- Meine Passacaglia (Sommermeyer)
- Rocking Bachs Bourrée (Bach, Sommermeyer)
- Saint Tropez (Sommermeyer)
- Hammer Rock (Sommermeyer)

### Nel Cuore Romanzo Rock
2005, Orlando Syrg
- Intro - Polonaise (Bach, Sommermeyer)
- Voluptuoso (Sommermeyer)
- We Are Flying (Sommermeyer)
- Cafélectro (Sommermeyer)
- Jack (Sommermeyer)
- Funky Happy New Year (Sommermeyer)
- Bon Soir Tristesse (Sommermeyer)
- Recuerdos (Sommermeyer)
- Rock Mich Weg (Sommermeyer)
- What Shall We Do With The Drunken Sailor (Traditional, arr. Sommermeyer)
- Mediocre (Sommermeyer)
- Forty Years (Sommermeyer)
- Cebrero (Sommermeyer)
- Outro - El Noy De La Mare (Traditional, arr. Sommermeyer)

### Ergo
2012, Orlando Syrg
- Aja (Sommermeyer)
- Bad Job (Sommermeyer)
- Denk Nur (Sommermeyer)
- Dreiunddreißigeindrittel (Sommermeyer)
- Durezze (Sommermeyer)
- Fag (Sommermeyer)
- Gesums (Sommermeyer)
- Go Down Well (Sommermeyer)
- Harm (Sommermeyer)
- Herbstreminiszenz (Sommermeyer)
- Herr Georg (Sommermeyer)
- Ich Hab Die Nacht (Sommermeyer)
- Nichts Als Liebe (Sommermeyer)
- Purzl (Sommermeyer)
- Schlecksl (Sommermeyer)
- Vow (Sommermeyer)
- Well i'm Blowed (Sommermeyer)
- Wow (Sommermeyer)

### 7 Celebritries
2017, Orlando Syrg
- Wohin
- Carrickfergus
- Sasasa
- Sitting on Top of the World
- Blue Shillyshallying
- Plaisir d'Amour
- Gigue